# ده‌ریپ
ده‌ریپ (به هلندی: De Rijp) یک منطقهٔ مسکونی در هلند است که در آلکمار واقع شده‌است. ده‌ریپ ۴٬۰۲۰ نفر جمعیت دارد.